# الزغن (بني ضبيان)

تعديل مصدري - تعديل

الزغن هي إحدى قرى عزلة بني ضبيان بمديرية بني ضبيان التابعة لمحافظة صنعاء، بلغ تعداد سكانها 74 نسمة حسب تعداد اليمن لعام 2004.